# Vopli Vidopliassova
Vopli Vidopliassova (en ucraniano: Воплі Відоплясова) es una banda de rock ucraniana. Fue creada en 1986 en Kiev, en la RSS de Ucrania, URSS. El líder de la banda es el cantante Oleg Skrypka. Vopli Vidopliasova son los fundadores del estilo Rock and roll ucraniano y el rock neo-étnico. Primero cantaron rock ucraniano fuera de Ucrania. Sus influencias incluyen folk, canciones patrióticas, punk, hard rock, heavy metal y más recientemente, música electrónica.
Su canción, Den Narodzhennia, aparece en las películas del crimen rusas Brat y Brat 2 por el director Aleksei Balabanov. El miembro de la banda Oleh Skrypka también ha producido varios álbumes en solitario.
En 2009, su sello discográfico, Kraina Mriy, lanzó todos sus álbumes de forma gratuita como regalo de Navidad.
Gran parte de su material inicial (1986-1996) está en sintonía de Drop C tuning.
- Datos: Q1637293
- Multimedia: Vopli Vidoplyasova / Q1637293